# I’m Only Sleeping
Az I'm Only Sleeping a The Beatles dala az 1966-os Revolver albumról. John Lennon írta, és Lennon–McCartney szerzemény. 
A dal ötlete egy 1966. március 4-ei Evening Standard-ben megjelent Maureen Cleave interjú adta, melynek címe How Does a Beatle Live? John Lennon Lives Like This címet viselte. Ebben a cikk írója (aki a Lennon család bizalmasa, mások szerint szeretője is volt) John Lennon életfelfogását taglalja, melyben az alábbi sor is szerepel: "a végtelenségig tudna aludni, talán a leglustább ember Angliában." Ennek hatására március végére Lennon papírra vetette a dal szövegét, mely az álom és ébrenlét kérdését taglalja. Valamint önvallomás is, hiszen szerzője elutasítja a való világ hívóságait.
A dal rögzítését 1966. április 22-én kezdték meg. Az együttesre ekkor jellemző volt már, hogy zenéihez újabb hangkörnyezetet teremtsenek meg. Ennek érdekében mindenki álmatag hangzások megtermetésére törekedett: Paul McCartney hipnotikus basszusszólamokat, Ringo Starr pedig lelassított cintányérhangokat játszott le. Április 29-én Lennon énekszólamát másolták egy szalagra. A dalon énekhangjának vékony, öregemberes hangzását a vairspeed technikával állították elő: a dalt felgyorsították, majd lelassították, így e-mollnál fél hanggal alacsonyabb lett az eredmény. Május 5-én került rögzítésre George Harrison gitárszólója. Ez egy hat órás munka eredménye volt. Harrison egy indiai szólót játszott fel, majd megkérte George Martin-t, hogy a szóló hangjait írja le visszafelé és a fordított szólót rögzítették szalagra. Majd másnap került rögzítésre McCartney és Harrison háttérvokálja. Itt a dalban 2 percnél hallható is McCarteney ásítása is.
A dalhoz 2022-ben készült Em Cooper rendezésében készült egy videóklip is. Ez 2024-ben elnyerte a legjobb videóklipért járó Grammy-díjat.

## Közreműködött
Ian MacDonald állítása szerint:

### The Beatles
- John Lennon – duplázott ének, akusztikus ritmusgitár
- Paul McCartney –  vokál, basszusgitár
- George Harrison – vokál, szólógitár
- Ringo Starr – dob

## Fordítás
Ez a szócikk részben vagy egészben  az   I'm Only Sleeping című angol Wikipédia-szócikk fordításán alapul.  Az eredeti cikk szerkesztőit annak laptörténete sorolja fel. Ez a jelzés csupán a megfogalmazás eredetét és a szerzői jogokat jelzi, nem szolgál a cikkben szereplő információk forrásmegjelöléseként.

## Jegyzet
1. ↑  Barry Miles. Paul McCartney. Cartaphilus Kiadó, 318. o. (2009)
2. ↑  Marsi József. Beatles kódex, 78. o. (2022)
3. ↑  "I'm Only Sleeping" by The Beatles. The in-depth story behind the songs of the Beatles. Recording History. Songwriting History. Song Structure and Style.. www.beatlesebooks.com. (Hozzáférés: 2025. február 2.)
4. ↑  Beviglia, Jim: The Story and Meaning Behind The Beatles' "I'm Only Sleeping" and How It's John Lennon's Admission of His Own Laziness (amerikai angol nyelven). American Songwriter, 2024. május 24. (Hozzáférés: 2025. február 2.)
5. ↑  Ian MacDonald. A fejek forradalma. Helikon Kiadó, 259–260. o. (2015)
6. ↑  Bánosi György, Tihanyi Ernő. Beatles zenei kalauz, 47. o. (1999)
7. ↑  Ian MacDonald. A fejek forradalma. Helikon Kiadó, 259. o. (2015)
8. ↑  Beatles' 'Revolver': How LSD Opened the Door to a Masterpiece - Rolling Stone. web.archive.org, 2018. március 26. (Hozzáférés: 2025. február 2.)
9. ↑  The Beatles - Revolver, review (angol nyelven). The Telegraph, 2009. szeptember 7. (Hozzáférés: 2025. február 2.)
10. ↑  I’m Only Sleeping (brit angol nyelven). The Beatles Bible, 2008. március 15. (Hozzáférés: 2025. február 2.)
11. ↑  Jones, Damian: Watch new animated video for The Beatles 'Revolver' track 'I'm Only Sleeping' (brit angol nyelven). NME, 2022. november 1. (Hozzáférés: 2025. február 2.)
12. ↑  Grammys 2024: The Beatles claim 'Best Music Video' win (amerikai angol nyelven). faroutmagazine.co.uk, 2024. február 5. (Hozzáférés: 2025. február 2.)
13. ↑  Ian MacDonald. A fejek forradalma, 258. o. (2015)